# Mohammed Sahil
Mohammed Sahil (11 de outubro de 1963) é um ex-futebolista profissional marroquino, que atuava como meia.

## Carreira
Mohammed Sahil fez parte do elenco da segunda partição da Seleção Marroquina de Futebol na Copa do Mundo de 1986. 